# 3OH!3
3OH!3 (czytaj "three-o-three") – amerykańska grupa muzyczna wykonująca crunkcore. Formacja ta pochodzi z miejscowości Boulder, w stanie Kolorado. Została założona w 2004 roku.

## Zespół
Zespół aktualnie tworzą Sean Foreman i Nathaniel Motte. Po raz pierwszy spotkali się na uniwersytecie w Kolorado. 3OH!3 to część trasy koncertowej Warped Tour 2009.

## Historia
W 2007 i 2008 roku zespół wziął udział w trasie koncertowej Warped Tour oraz wystąpił na festiwalu Bamboozle Left. Latem 2008 ukazał się debiutancki album zespołu Want, a pierwszy singiel "Don't Trust Me". Na początku 2009 zespół ogłosił, że wraz z formacjami Family Force 5, The Maine, A Rocket to the Moon, and Hit The Lights wezmą udział w trasie koncertowej Alternative Press 2009. W tym samym roku 3OH!3 wystąpiło na Kiss Concert '09 w Mansfield oraz na Kiss The Summer Hello 2009 @ Coca-Cola Field w Buffalo z takimi gwiazdami jak: Kevin Rudolf, The White Tie Affair, The Veronicas, The Ting Tings i Elliott Yamin. Potem wydali drugi singiel zatytułowany "Starstrukk", jednak piosenka ta doczekała się ponownego wydawnictwa. Tym razem w duecie z Katy Perry. Dwa powyższe single były wykorzystywane do wielu seriali, festiwali oraz gier komputerowych.
W listopadzie 2009 byli częścią trasy koncertowej Basshuntera „Now You’re Gone: World Tour”. Zespół z Lil' Jon nagrał piosenkę pod tytułem "Hey", z Keshą piosenkę "Blah Blah Blah" i piosenkę do filmu Alicja w Krainie Czarów w reżyserii Tima Burtona. Utwór nosi tytuł "Follow Me Down" w duecie z Neon Hitch. Ich utwór "Double Vision" z płyty Streets of Gold, zagościł w soundtracku do trzeciego dodatku do The Sims 3 zatytułowanym "Po zmroku".

## Dyskografia
- 2007: 3OH!3
- 2008: Want
- 2010: Streets of Gold
- 2013: Omens
- 2016: Night Sports